# 宮澤真理
宮澤 真理（みやざわ まり）は、長野県出身のお弁当作家。お弁当アーティスト。キャラ弁界の第一人者的存在。
2012年現在ではお弁当だけでなく、ランチプレートやスイーツにも活動範囲を広げ、お弁当や食材を使ったアニメーション作品なども制作している。

## 略歴
日本大学芸術学部卒。2012年現在東京芸術大学大学院映像研究科在学中。
2002年からお絵かきお弁当を作り始め、2003年7月に作品を発表するウェブサイト「e-お弁当作っちゃいました!」を開設。大きなアクセスを集めたことから、メディアにも注目され、取材、テレビ出演、著書出版が相次ぐ。
2003年12月、キャラ弁向きに改良したたこさんウィンナーを考案。
2007年銀座、2008年梅田で作品を展示する個展を開催。2008年にはフィリピンでもデモンストレーションを行う。
2009年自らのアニメーション作品やお絵かきお弁当の作り方ビデオを配信するサイト「e-お弁当作っちゃいました!テレビ」開設。
2010年バーチャル美術館サイト「お絵かきお弁当美術館」開設。
2012年東京藝術大学大学院映像研究科に入学し、アニメーション制作を本格化。

## 主な出演番組
- ふるさとの食 にっぽんの食（NHK）
- はなまるマーケット （TBS）
- ズームイン!!SUPER （日本テレビ）
- サラリーマンNEO（NHK）
- Jornal Hoje（tv globo）[8]

## 主な出版物
- 『どんな おべんとう？』（フレーベル館）
- 『タコさんウインナーと仲間たち』（永岡書店）
- 『宮澤真理のこどもがよろこぶHappyお絵かき弁当』（ローカス）
- 『宮澤真理のホームパーティー』（白夜書房）
- 『今日からつくれるかわいいお絵かきお弁当』（白夜書房）
- 『宮澤真理のわく★わくお絵かき弁当』（ローカス）
- 『初めてのお絵かきレシピ』（白夜書房）
- 『お子さまランチでおもてなし』（白夜書房）
- 『ネットで話題のエンターテイン弁当』（ソフトバンククリエイティブ）
- 『おいしいお絵かきお弁当』（白夜書房）[9]

## エピソード
- 自身のウェブサイトでのハンドルネームは「ちびぶー」。
- お弁当をアートとしてとらえて様々な作品を作っている[6]。
- 宮澤のお弁当はいわゆるキャラ弁と違って、描かれるのがアニメのキャラなどではなくオリジナルのキャラクターがほとんどである。宮澤は自らの作品を「お絵かきお弁当」と呼んでいる[10]。
- お絵かきお弁当は主として夫（40代）のために作っている[1]。